# Sun Gao
Sūn Gāo (chinesisch 孫高 / 孙高) war ein General der Wu-Dynastie zur Zeit der Drei Reiche im alten China.
Er war der älteste Sohn des Ministers Sun Jing (ein Bruder Sun Jians). Nach Sun Ces Tod im Jahre 200 plante er Opposition gegen den Nachfolger Sun Quan, aber Zhu Zhi überredete ihn zur Aufgabe. Sun Gao durchlief eine erfolgreiche militärische Karriere. So klärte er beispielsweise den Tod von Sun Yi auf.

## Nachkommenschaft
- Sun Chou
  - Sun Lin, 258 hingerichtet von Sun Xiu
  - Sun Ju, 258 hingerichtet von Sun Xiu
  - Sun En, 258 hingerichtet von Sun Xiu
  - Sun Gan, 258 hingerichtet von Sun Xiu
  - Sun Kai, 258 hingerichtet von Sun Xiu
- Sun Chao
- Sun Gong
  - Sun Jun
  - eine Tochter (heiratete Quan Shang)
    - eine Tochter (heiratete Sun Liang)